# Нижняя (Пермский край)
Нижняя — деревня в Пермском крае России. Входит в Александровский муниципальный округ.

## География
Деревня расположена на правом берегу реки Яйва, к юго-западу от посёлка городского типа Яйва.

## История
С 2004 до 2019 гг. входила в Яйвинское городское поселение Александровского муниципального района.

## Население
| 2010 |
| ---- |
| 3    |

## Топографические карты
- Лист карты O-40-31. Масштаб: 1 : 100 000. Состояние местности на 1982 год. Издание 1987 г.